# Mazew
Mazew is een plaats in het Poolse district  Łęczycki, woiwodschap Łódź. De plaats maakt deel uit van de gemeente Daszyna en telt 304 inwoners.